# Eduardo Freitas
Eduardo Freitas (Cascaes; 27 de octubre de 1961) es un oficial portugués de automovilismo y director de carrera.
Freitas se desempeñó como director de carreras del Campeonato FIA GT, el Campeonato Europeo de Turismos, la European Le Mans Series, Asian Le Mans Series y el Campeonato Mundial de Resistencia de la FIA de 2002 a 2022.
En este cargo, Freitas supervisó la logística de los autos deportivos, los turismos y los fines de semana de carreras de resistencia, asegurando que los coches, los circuitos y los pilotos cumplieran con las regulaciones de la FIA antes, durante y después de una carrera.
En 2022, reemplazó al exdirector de carrera Michael Masi, como director de carrera de la Fórmula 1 junto a Niels Wittich.

## Primeros años
Freitas nació el 27 de octubre de 1961  en Portugal. Describió su adolescencia como «pasión por las motocicletas», alrededor de 1977, como «divertirse los fines de semana reparando motores de dos tiempos en motocicletas pequeñas». A partir de ahí, un amigo lo invitó a «hacer lo mismo en un motor de dos tiempos».

## Carrera

### Inicios
Al igual que el exdirector de carreras de Fórmula 1, Charlie Whiting, Freitas comenzó su carrera en el automovilismo cuando un amigo lo invitó a trabajar como mecánico de karting durante el Campeonato Mundial de Karting en Estoril, 1979.
Luego, el portugués ascendió de rango desde mariscal de pista hasta director de carrera en karting.
Durante su trabajo como secretario de pista en el Autódromo do Estoril en 2002, se le pidió que dirigiera el Campeonato FIA GT y Campeonato Europeo de Turismos durante una temporada, cargo que mantuvo hasta finales de 2009.
Después de eso, la FIA promovió a Freitas al Campeonato Mundial FIA GT1 y, en 2012, fue nombrado director de carrera del Campeonato Mundial de Resistencia de la FIA (FIA WEC).
En total, ha trabajado en los deportes de motor como mecánico, comisario de pista, secretario de pista, y director de carrera para eventos de carreras de un solo automóvil, de turismo y de resistencia durante más de 40 años, incluido el cargo de director de carrera para el WEC, y las 24 Horas de Le Mans, European Le Mans Series y Asian Le Mans Series durante 20 años.

### Fórmula 1
En Fórmula 1, Freitas trabajó junto a los exdirectores de carrera, Michael Masi, y su predecesor, Charlie Whiting, en conferencias de la FIA y reuniones de directores de carrera en el organismo rector. Durante el Gran Premio de Portugal de 2020, siguió a Masi como parte del equipo de dirección de carrera para su carrera de casa en Portimão, en el Autódromo Internacional do Algarve.
Tras el controvertido final del Gran Premio de Abu Dabi de 2021, los fanáticos de la Fórmula 1 iniciaron una petición para nombrar a Freitas como nuevo director de carrera.
El 17 de febrero de 2022, la FIA anunció que Masi fue destituido de su cargo como director de carrera luego de un análisis sobre los eventos del Gran Premio de Abu Dabi. Freitas y Niels Wittich lo reemplazaron, dividiendo el papel como directores de carrera, con Herbie Blash actuando como su «asesor senior permanente».
En el Gran Premio de Japón de 2022, carrera dirigida por Freitas, hubo una gran polémica en la que un vehículo de recuperación salió a la pista para retirar la Ferrari F1-75 de Carlos Sainz Jr. -que había tenido un accidente-, en mojado y sin todos los pilotos se reagruparon. A pesar de que la FOM no mostró en vivo las imágenes, se filtraron en las redes sociales y varios pilotos se pronunciaron en contra de la acción del director de carrera. Tras el hecho, la FIA anunció una investigación sobre lo sucedido en el Gran Premio. Finalmente, el fin de semana del Gran Premio de los Estados Unidos, la FIA admitió los errores cometidos en Japón y anunció que Eduardo Freitas no volvería a ser director de carrera en 2022, dejando el cargo únicamente a Niels Wittich. Freitas se había desempeñado como director de carrera en ocho Grandes Premios hasta ese momento.